# Interlands Hongaars voetbalelftal 2020-2029
Deze pagina toont een chronologisch en gedetailleerd overzicht van de interlands die het Hongaars voetbalelftal speelt en heeft gespeeld in de periode 2020 – 2029.

## Interlands

### 2020
|                                                                                     |         |                        |           |                                                                                                |
| 3 september UEFA Nations League Groep B3 № 944 «onderlinge duels» 21:45 uur (UTC+3) | Turkije | 0 – 1                  | Hongarije | Nieuw Sivas 4 september-stadion, Sivas Toeschouwers: 0 Scheidsrechter: Artur Soares Dias (POR) |
| 3 september UEFA Nations League Groep B3 № 944 «onderlinge duels» 21:45 uur (UTC+3) |         | 81' Dominik Szoboszlai |           | Nieuw Sivas 4 september-stadion, Sivas Toeschouwers: 0 Scheidsrechter: Artur Soares Dias (POR) |

|                                                                                     |                                        |       |                                                               |                                                                                |
| 6 september UEFA Nations League Groep B3 № 945 «onderlinge duels» 18:00 uur (UTC+2) | Hongarije                              | 2 – 3 | Rusland                                                       | Puskás Aréna, Boedapest Toeschouwers: 0 Scheidsrechter: Maurizio Mariani (ITA) |
| 6 september UEFA Nations League Groep B3 № 945 «onderlinge duels» 18:00 uur (UTC+2) | Roland Sallai 62' Nemanja Nikolics 70' |       | 15' Anton Mirantsjoek 34' Magomed Ozdojev 46' Mário Fernandes | Puskás Aréna, Boedapest Toeschouwers: 0 Scheidsrechter: Maurizio Mariani (ITA) |

|                                                                               |                  |       |                                                      |                                                                                                  |
| 8 oktober EK-kwalificatie Play-off № 946 «onderlinge duels» 21:45 uur (UTC+3) | Bulgarije        | 1 – 3 | Hongarije                                            | Vasil Levski Nationaal Stadion, Sofia Toeschouwers: 1.929 Scheidsrechter: Szymon Marciniak (POL) |
| 8 oktober EK-kwalificatie Play-off № 946 «onderlinge duels» 21:45 uur (UTC+3) | Georgi Jomov 89' |       | 17' Willi Orbán 47' Zsolt Kalmár 75' Nemanja Nikolić | Vasil Levski Nationaal Stadion, Sofia Toeschouwers: 1.929 Scheidsrechter: Szymon Marciniak (POL) |

|                                                                                    |        |                     |           |                                                                                 |
| 11 oktober UEFA Nations League Groep B3 № 947 «onderlinge duels» 20:45 uur (UTC+2) | Servië | 0 – 1               | Hongarije | Rode Sterstadion, Belgrado Toeschouwers: 0 Scheidsrechter: Sandro Schärer (SUI) |
| 11 oktober UEFA Nations League Groep B3 № 947 «onderlinge duels» 20:45 uur (UTC+2) |        | 20' Norbert Könyves |           | Rode Sterstadion, Belgrado Toeschouwers: 0 Scheidsrechter: Sandro Schärer (SUI) |

|                                                                                    |         |       |           |                                                                            |
| 14 oktober UEFA Nations League Groep B3 № 948 «onderlinge duels» 21:45 uur (UTC+3) | Rusland | 0 – 0 | Hongarije | VTB Arena, Moskou Toeschouwers: 4.821 Scheidsrechter: Michael Oliver (ENG) |
| 14 oktober UEFA Nations League Groep B3 № 948 «onderlinge duels» 21:45 uur (UTC+3) |         |       |           | VTB Arena, Moskou Toeschouwers: 4.821 Scheidsrechter: Michael Oliver (ENG) |

|                                                                                        |                                        |       |                      |                                                                             |
| 12 november EK-kwalificatie Finale play-off № 949 «onderlinge duels» 20:45 uur (UTC+1) | Hongarije                              | 2 – 1 | IJsland              | Puskás Aréna, Boedapest Toeschouwers: 0 Scheidsrechter: Björn Kuipers (NED) |
| 12 november EK-kwalificatie Finale play-off № 949 «onderlinge duels» 20:45 uur (UTC+1) | Loïc Négo 88' Dominik Szoboszlai 90+2' |       | 11' Gylfi Sigurðsson | Puskás Aréna, Boedapest Toeschouwers: 0 Scheidsrechter: Björn Kuipers (NED) |

|                                                                                     |                  |       |                      |                                                                            |
| 15 november UEFA Nations League Groep B3 № 950 «onderlinge duels» 20:45 uur (UTC+1) | Hongarije        | 1 – 1 | Servië               | Puskás Aréna, Boedapest Toeschouwers: 0 Scheidsrechter: Glenn Nyberg (SWE) |
| 15 november UEFA Nations League Groep B3 № 950 «onderlinge duels» 20:45 uur (UTC+1) | Zsolt Kalmár 39' |       | 17' Nemanja Radonjić | Puskás Aréna, Boedapest Toeschouwers: 0 Scheidsrechter: Glenn Nyberg (SWE) |

|                                                                                     |                                   |       |         |                                                                             |
| 18 november UEFA Nations League Groep B3 № 951 «onderlinge duels» 20:45 uur (UTC+1) | Hongarije                         | 2 – 0 | Turkije | Puskás Aréna, Boedapest Toeschouwers: 0 Scheidsrechter: Ivan Kružliak (SVK) |
| 18 november UEFA Nations League Groep B3 № 951 «onderlinge duels» 20:45 uur (UTC+1) | Dávid Sigér 57' Kevin Varga 90+5' |       |         | Puskás Aréna, Boedapest Toeschouwers: 0 Scheidsrechter: Ivan Kružliak (SVK) |

### 2021
|                                                                             |                                                  |       |                                                               |                                                                           |
| 25 maart WK-kwalificatie Groep I № 952 «onderlinge duels» 20:45 uur (UTC+1) | Hongarije                                        | 3 – 3 | Polen                                                         | Puskás Aréna, Boedapest Toeschouwers: 0 Scheidsrechter: Felix Brych (GER) |
| 25 maart WK-kwalificatie Groep I № 952 «onderlinge duels» 20:45 uur (UTC+1) | Roland Sallai 6' Ádám Szalai 52' Willi Orbán 78' |       | 60' Krzysztof Piątek 61' Kamil Jóźwiak 83' Robert Lewandowski | Puskás Aréna, Boedapest Toeschouwers: 0 Scheidsrechter: Felix Brych (GER) |

|                                                                             |            |                                                                     |           |                                                                              |
| 28 maart WK-kwalificatie Groep I № 953 «onderlinge duels» 20:45 uur (UTC+2) | San Marino | 0 – 3                                                               | Hongarije | Stadio Olimpico, Serravalle Toeschouwers: 0 Scheidsrechter: Nick Walsh (SCO) |
| 28 maart WK-kwalificatie Groep I № 953 «onderlinge duels» 20:45 uur (UTC+2) |            | 13' (pen.) Ádám Szalai 71' Roland Sallai 88' (pen.) Nemanja Nikolić |           | Stadio Olimpico, Serravalle Toeschouwers: 0 Scheidsrechter: Nick Walsh (SCO) |

|                                                                             |                         |       |                                                                            | |
| 28 maart WK-kwalificatie Groep I № 954 «onderlinge duels» 20:45 uur (UTC+2) | Andorra                 | 1 – 4 | Hongarije                                                                  | Estadi Nacional, Andorra la Vella Toeschouwers: 338 Scheidsrechter: Vilhjálmur Alvar Þórarinsson (ISL) |
| 28 maart WK-kwalificatie Groep I № 954 «onderlinge duels» 20:45 uur (UTC+2) | Marc Pujol 90+3' (pen.) |       | 45+2' Attila Fiola 51' Dániel Gazdag 58' László Kleinheisler 90' Loïc Nego | Estadi Nacional, Andorra la Vella Toeschouwers: 338 Scheidsrechter: Vilhjálmur Alvar Þórarinsson (ISL) |

|                                                                     |                    |       |        |                                                                                     |
| 4 juni Vriendschappelijk № 955 «onderlinge duels» 20:00 uur (UTC+2) | Hongarije          | 1 – 0 | Cyprus | Szusza Ferencstadion, Boedapest Toeschouwers: 6.324 Scheidsrechter: Matej Jug (SVN) |
| 4 juni Vriendschappelijk № 955 «onderlinge duels» 20:00 uur (UTC+2) | András Schäfer 36' |       |        | Szusza Ferencstadion, Boedapest Toeschouwers: 6.324 Scheidsrechter: Matej Jug (SVN) |

|                                                                     |           |       |         |                                                                                            |
| 8 juni Vriendschappelijk № 956 «onderlinge duels» 20:00 uur (UTC+2) | Hongarije | 0 – 0 | Ierland | Szusza Ferencstadion, Boedapest Toeschouwers: 7.396 Scheidsrechter: Daniel Stefański (POL) |
| 8 juni Vriendschappelijk № 956 «onderlinge duels» 20:00 uur (UTC+2) |           |       |         | Szusza Ferencstadion, Boedapest Toeschouwers: 7.396 Scheidsrechter: Daniel Stefański (POL) |

| EK 2020 |
| ------- |

|                                                                         |           |         |                                                                            | |
| 15 juni EK-eindronde Groep F № 957 «onderlinge duels» 18:00 uur (UTC+2) | Hongarije | 0 – 3   | Portugal                                                                   | Puskás Aréna, Boedapest Toeschouwers: 55.662 Scheidsrechter: Cüneyt Çakır (TUR) Video-assistent: Massimiliano Irrati (ITA) |
| 15 juni EK-eindronde Groep F № 957 «onderlinge duels» 18:00 uur (UTC+2) |           | Verslag | 84' Raphaël Guerreiro 87' (pen.) Cristiano Ronaldo 90+2' Cristiano Ronaldo | Puskás Aréna, Boedapest Toeschouwers: 55.662 Scheidsrechter: Cüneyt Çakır (TUR) Video-assistent: Massimiliano Irrati (ITA) |

|                                                                         |                    |         |                       | |
| 19 juni EK-eindronde Groep F № 958 «onderlinge duels» 15:00 uur (UTC+2) | Hongarije          | 1 – 1   | Frankrijk             | Puskás Aréna, Boedapest Toeschouwers: 55.998 Scheidsrechter: Michael Oliver (ENG) Video-assistent: Chris Kavanagh (ENG) |
| 19 juni EK-eindronde Groep F № 958 «onderlinge duels» 15:00 uur (UTC+2) | Attila Fiola 45+2' | Verslag | 66' Antoine Griezmann | Puskás Aréna, Boedapest Toeschouwers: 55.998 Scheidsrechter: Michael Oliver (ENG) Video-assistent: Chris Kavanagh (ENG) |

|                                                                         |                                   |         |                                    | |
| 23 juni EK-eindronde Groep F № 959 «onderlinge duels» 21:00 uur (UTC+2) | Duitsland                         | 2 – 2   | Hongarije                          | Allianz Arena, München Toeschouwers: 12.413 Scheidsrechter: Sergej Karasjov (RUS) Video-assistent: Massimiliano Irrati (ITA) |
| 23 juni EK-eindronde Groep F № 959 «onderlinge duels» 21:00 uur (UTC+2) | Kai Havertz 66' Leon Goretzka 84' | Verslag | 11' Ádám Szalai 68' András Schäfer | Allianz Arena, München Toeschouwers: 12.413 Scheidsrechter: Sergej Karasjov (RUS) Video-assistent: Massimiliano Irrati (ITA) |

|  |  |  |  |  |  |  |  |  |

|                                                                                |           |                                                                      |          | |
| 2 september WK-kwalificatie Groep I № 960 «onderlinge duels» 20:45 uur (UTC+2) | Hongarije | 0 – 4                                                                | Engeland | Puskás Aréna, Boedapest Toeschouwers: 58.260 Scheidsrechter: Cüneyt Çakır (TUR) Video-assistent: Abdulkadir Bitigen (TUR) |
| 2 september WK-kwalificatie Groep I № 960 «onderlinge duels» 20:45 uur (UTC+2) |           | 55' Raheem Sterling 63' Harry Kane 69' Harry Maguire 87' Declan Rice |          | Puskás Aréna, Boedapest Toeschouwers: 58.260 Scheidsrechter: Cüneyt Çakır (TUR) Video-assistent: Abdulkadir Bitigen (TUR) |

|                                                                                |                   |       |           | |
| 5 september WK-kwalificatie Groep I № 961 «onderlinge duels» 18:00 uur (UTC+2) | Albanië           | 1 – 0 | Hongarije | Elbasan Arena, Elbasan Toeschouwers: 4.135 Scheidsrechter: Danny Makkelie (NED) Video-assistent: Massimiliano Irrati (ITA) |
| 5 september WK-kwalificatie Groep I № 961 «onderlinge duels» 18:00 uur (UTC+2) | Armando Broja 87' |       |           | Elbasan Arena, Elbasan Toeschouwers: 4.135 Scheidsrechter: Danny Makkelie (NED) Video-assistent: Massimiliano Irrati (ITA) |

|                                                                                |                                       |       |                 | |
| 8 september WK-kwalificatie Groep I № 962 «onderlinge duels» 20:45 uur (UTC+2) | Hongarije                             | 2 – 1 | Andorra         | Puskás Aréna, Boedapest Toeschouwers: 46.240 Scheidsrechter: Rade Obrenovič (SVN) Video-assistent: Slavko Vinčić (SVN) |
| 8 september WK-kwalificatie Groep I № 962 «onderlinge duels» 20:45 uur (UTC+2) | Ádám Szalai 9' (pen.) Endre Botka 18' |       | 82' Max Llovera | Puskás Aréna, Boedapest Toeschouwers: 46.240 Scheidsrechter: Rade Obrenovič (SVN) Video-assistent: Slavko Vinčić (SVN) |

|                                                                              |           |                   |         | |
| 9 oktober WK-kwalificatie Groep I № 963 «onderlinge duels» 20:45 uur (UTC+2) | Hongarije | 0 – 1             | Albanië | Puskás Aréna, Boedapest Toeschouwers: 273 Scheidsrechter: Carlos del Cerro Grande (ESP) Video-assistent: José María Sánchez Martínez (ESP) |
| 9 oktober WK-kwalificatie Groep I № 963 «onderlinge duels» 20:45 uur (UTC+2) |           | 80' Armando Broja |         | Puskás Aréna, Boedapest Toeschouwers: 273 Scheidsrechter: Carlos del Cerro Grande (ESP) Video-assistent: José María Sánchez Martínez (ESP) |

|                                                                               |                 |       |                          | |
| 12 oktober WK-kwalificatie Groep I № 964 «onderlinge duels» 19:45 uur (UTC+1) | Engeland        | 1 – 1 | Hongarije                | Wembley Stadium, Londen Toeschouwers: 69.380 Scheidsrechter: Alejandro Hernández (ESP) Video-assistent: Juan Martínez Munuera (ESP) |
| 12 oktober WK-kwalificatie Groep I № 964 «onderlinge duels» 19:45 uur (UTC+1) | John Stones 37' |       | 24' (pen.) Roland Sallai | Wembley Stadium, Londen Toeschouwers: 69.380 Scheidsrechter: Alejandro Hernández (ESP) Video-assistent: Juan Martínez Munuera (ESP) |

|                                                                                |                                                                                  |       |            | |
| 12 november WK-kwalificatie Groep I № 965 «onderlinge duels» 20:45 uur (UTC+1) | Hongarije                                                                        | 4 – 0 | San Marino | Puskás Aréna, Boedapest Toeschouwers: 12.800 Scheidsrechter: Filip Glova (SVK) Video-assistent: Fedayi San (SUI) |
| 12 november WK-kwalificatie Groep I № 965 «onderlinge duels» 20:45 uur (UTC+1) | Dominik Szoboszlai 6' Dániel Gazdag 22' Dominik Szoboszlai 83' Bálint Vécsei 88' |       |            | Puskás Aréna, Boedapest Toeschouwers: 12.800 Scheidsrechter: Filip Glova (SVK) Video-assistent: Fedayi San (SUI) |

|                                                                                |                     |       |                                      | |
| 15 november WK-kwalificatie Groep I № 966 «onderlinge duels» 20:45 uur (UTC+1) | Polen               | 1 – 2 | Hongarije                            | Nationaal Stadion, Warschau Toeschouwers: 56.197 Scheidsrechter: Tiago Martins (POR) Video-assistent: João Pinheiro (POR) |
| 15 november WK-kwalificatie Groep I № 966 «onderlinge duels» 20:45 uur (UTC+1) | Karol Świderski 61' |       | 37' András Schäfer 80' Dániel Gazdag | Nationaal Stadion, Warschau Toeschouwers: 56.197 Scheidsrechter: Tiago Martins (POR) Video-assistent: João Pinheiro (POR) |

### 2022
|                                                                       |           |                       |        |                                                                                |
| 24 maart Vriendschappelijk № 967 «onderlinge duels» 19:30 uur (UTC+1) | Hongarije | 0 – 1                 | Servië | Puskás Aréna, Boedapest Toeschouwers: 29.914 Scheidsrechter: Filip Glova (SVK) |
| 24 maart Vriendschappelijk № 967 «onderlinge duels» 19:30 uur (UTC+1) |           | 35' (e.d.) Zsolt Nagy |        | Puskás Aréna, Boedapest Toeschouwers: 29.914 Scheidsrechter: Filip Glova (SVK) |

|                                                                       |               |                   |           |                                                                                |
| 29 maart Vriendschappelijk № 968 «onderlinge duels» 19:45 uur (UTC+1) | Noord-Ierland | 0 – 1             | Hongarije | Windsor Park, Belfast Toeschouwers: 18.000 Scheidsrechter: Robert Harvey (IRL) |
| 29 maart Vriendschappelijk № 968 «onderlinge duels» 19:45 uur (UTC+1) |               | 56' Roland Sallai |           | Windsor Park, Belfast Toeschouwers: 18.000 Scheidsrechter: Robert Harvey (IRL) |

|                                                                                |                               |       |          | |
| 4 juni UEFA Nations League Groep A3 № 969 «onderlinge duels» 18:00 uur (UTC+2) | Hongarije                     | 1 – 0 | Engeland | Puskás Aréna, Boedapest Toeschouwers: 26.935 Scheidsrechter: Artur Soares Dias (POR) Video-assistent: Tiago Martins (POR) |
| 4 juni UEFA Nations League Groep A3 № 969 «onderlinge duels» 18:00 uur (UTC+2) | Dominik Szoboszlai 66' (pen.) |       |          | Puskás Aréna, Boedapest Toeschouwers: 26.935 Scheidsrechter: Artur Soares Dias (POR) Video-assistent: Tiago Martins (POR) |

|                                                                                |                                           |       |                             | |
| 7 juni UEFA Nations League Groep A3 № 970 «onderlinge duels» 20:45 uur (UTC+2) | Italië                                    | 2 – 1 | Hongarije                   | Stadio Dino Manuzzi, Cesena Toeschouwers: 14.942 Scheidsrechter: Sandro Schärer (SUI) Video-assistent: Marco Fritz (GER) |
| 7 juni UEFA Nations League Groep A3 № 970 «onderlinge duels» 20:45 uur (UTC+2) | Nicolò Barella 30' Lorenzo Pellegrini 45' |       | 61' (e.d.) Gianluca Mancini | Stadio Dino Manuzzi, Cesena Toeschouwers: 14.942 Scheidsrechter: Sandro Schärer (SUI) Video-assistent: Marco Fritz (GER) |

|                                                                                 |               |       |                  | |
| 11 juni UEFA Nations League Groep A3 № 971 «onderlinge duels» 20:45 uur (UTC+2) | Hongarije     | 1 – 1 | Duitsland        | Puskás Aréna, Boedapest Toeschouwers: 55.926 Scheidsrechter: José María Sánchez Martínez (ESP) Video-assistent: Guillermo Cuadra Fernández (ESP) |
| 11 juni UEFA Nations League Groep A3 № 971 «onderlinge duels» 20:45 uur (UTC+2) | Zsolt Nagy 6' |       | 9' Jonas Hofmann | Puskás Aréna, Boedapest Toeschouwers: 55.926 Scheidsrechter: José María Sánchez Martínez (ESP) Video-assistent: Guillermo Cuadra Fernández (ESP) |

|                                                                                 |          |                                                                      |           | |
| 14 juni UEFA Nations League Groep A3 № 972 «onderlinge duels» 19:45 uur (UTC+1) | Engeland | 0 – 4                                                                | Hongarije | Molineux Stadium, Wolverhampton Toeschouwers: 28.839 Scheidsrechter: Clément Turpin (FRA) Video-assistent: Willy Delajod (FRA) |
| 14 juni UEFA Nations League Groep A3 № 972 «onderlinge duels» 19:45 uur (UTC+1) |          | 16' Roland Sallai 70' Roland Sallai 80' Zsolt Nagy 89' Dániel Gazdag |           | Molineux Stadium, Wolverhampton Toeschouwers: 28.839 Scheidsrechter: Clément Turpin (FRA) Video-assistent: Willy Delajod (FRA) |

|                                                                                      |           |                 |           | |
| 23 september UEFA Nations League Groep A3 № 973 «onderlinge duels» 20:45 uur (UTC+2) | Duitsland | 0 – 1           | Hongarije | Red Bull Arena, Leipzig Toeschouwers: 39.513 Scheidsrechter: Slavko Vinčić (SVN) Video-assistent: Matej Jug (SVN) |
| 23 september UEFA Nations League Groep A3 № 973 «onderlinge duels» 20:45 uur (UTC+2) |           | 17' Ádám Szalai |           | Red Bull Arena, Leipzig Toeschouwers: 39.513 Scheidsrechter: Slavko Vinčić (SVN) Video-assistent: Matej Jug (SVN) |

|                                                                                      |           |                                            |        | |
| 26 september UEFA Nations League Groep A3 № 974 «onderlinge duels» 20:45 uur (UTC+2) | Hongarije | 0 – 2                                      | Italië | Puskás Aréna, Boedapest Toeschouwers: 57.300 Scheidsrechter: Benoît Bastien (FRA) Video-assistent: Benoît Millot (FRA) |
| 26 september UEFA Nations League Groep A3 № 974 «onderlinge duels» 20:45 uur (UTC+2) |           | 27' Giacomo Raspadori 52' Federico Dimarco |        | Puskás Aréna, Boedapest Toeschouwers: 57.300 Scheidsrechter: Benoît Bastien (FRA) Video-assistent: Benoît Millot (FRA) |

|                                                                          |                                              |       |                                     |                                                                                          |
| 17 november Vriendschappelijk № 975 «onderlinge duels» 20:00 uur (UTC+1) | Luxemburg                                    | 2 – 2 | Hongarije                           | Stade de Luxembourg, Luxemburg Toeschouwers: 3.571 Scheidsrechter: Jonathan Lardot (BEL) |
| 17 november Vriendschappelijk № 975 «onderlinge duels» 20:00 uur (UTC+1) | Gerson Rodrigues 7' (pen.) Alessio Curci 77' |       | 25' Attila Szalai 67' András Németh | Stade de Luxembourg, Luxemburg Toeschouwers: 3.571 Scheidsrechter: Jonathan Lardot (BEL) |

|                                                                          |                                      |       |                                 | |
| 20 november Vriendschappelijk № 976 «onderlinge duels» 20:15 uur (UTC+1) | Hongarije                            | 2 – 1 | Griekenland                     | Puskás Aréna, Boedapest Toeschouwers: 50.893 Scheidsrechter: Daniele Chiffi (ITA) Video-assistent: Aleandro Di Paolo (ITA) |
| 20 november Vriendschappelijk № 976 «onderlinge duels» 20:15 uur (UTC+1) | Roland Sallai 15' Zsolt Kalmár 90+3' |       | 81' (pen.) Anastasios Bakasetas | Puskás Aréna, Boedapest Toeschouwers: 50.893 Scheidsrechter: Daniele Chiffi (ITA) Video-assistent: Aleandro Di Paolo (ITA) |

### 2023
|                                                                       |                 |       |         | |
| 23 maart Vriendschappelijk № 977 «onderlinge duels» 19:30 uur (UTC+1) | Hongarije       | 1 – 0 | Estland | Puskás Aréna, Boedapest Toeschouwers: 37.804 Scheidsrechter: Walter Altmann (AUT) Video-assistent: Manuel Schüttengruber (AUT) |
| 23 maart Vriendschappelijk № 977 «onderlinge duels» 19:30 uur (UTC+1) | Martin Ádám 41' |       |         | Puskás Aréna, Boedapest Toeschouwers: 37.804 Scheidsrechter: Walter Altmann (AUT) Video-assistent: Manuel Schüttengruber (AUT) |

|                                                                             |                                                         |       |           | |
| 27 maart EK-kwalificatie Groep G № 978 «onderlinge duels» 20:45 uur (UTC+2) | Hongarije                                               | 3 – 0 | Bulgarije | Puskás Aréna, Boedapest Toeschouwers: 53.000 Scheidsrechter: Halil Umut Meler (TUR) Video-assistent: Abdulkadir Bitigen (TUR) |
| 27 maart EK-kwalificatie Groep G № 978 «onderlinge duels» 20:45 uur (UTC+2) | Bálint Vécsei 7' Dominik Szoboszlai 26' Martin Ádám 39' |       |           | Puskás Aréna, Boedapest Toeschouwers: 53.000 Scheidsrechter: Halil Umut Meler (TUR) Video-assistent: Abdulkadir Bitigen (TUR) |

|                                                                            |            |       |           | |
| 17 juni EK-kwalificatie Groep G № 979 «onderlinge duels» 18:00 uur (UTC+2) | Montenegro | 0 – 0 | Hongarije | Pod Goricomstadion, Podgorica Toeschouwers: 6.761 Scheidsrechter: Jesús Gil Manzano (ESP) Video-assistent: Alejandro Hernández (ESP) |
| 17 juni EK-kwalificatie Groep G № 979 «onderlinge duels» 18:00 uur (UTC+2) |            |       |           | Pod Goricomstadion, Podgorica Toeschouwers: 6.761 Scheidsrechter: Jesús Gil Manzano (ESP) Video-assistent: Alejandro Hernández (ESP) |

|                                                                            |                                      |       |          | |
| 20 juni EK-kwalificatie Groep G № 980 «onderlinge duels» 20:45 uur (UTC+2) | Hongarije                            | 2 – 0 | Litouwen | Puskás Aréna, Boedapest Toeschouwers: 58.274 Scheidsrechter: António Nobre (POR) Video-assistent: Tiago Martins (POR) |
| 20 juni EK-kwalificatie Groep G № 980 «onderlinge duels» 20:45 uur (UTC+2) | Barnabás Varga 32' Roland Sallai 83' |       |          | Puskás Aréna, Boedapest Toeschouwers: 58.274 Scheidsrechter: António Nobre (POR) Video-assistent: Tiago Martins (POR) |

|                                                                                |                          |       |                                    | |
| 7 september EK-kwalificatie Groep G № 981 «onderlinge duels» 20:45 uur (UTC+2) | Servië                   | 1 – 2 | Hongarije                          | Rode Sterstadion, Belgrado Toeschouwers: 6.924 Scheidsrechter: Juan Martínez Munuera (ESP) Video-assistent: Guillermo Cuadra Fernández (ESP) |
| 7 september EK-kwalificatie Groep G № 981 «onderlinge duels» 20:45 uur (UTC+2) | Attila Szalai 10' (e.d.) |       | 34' Barnabás Varga 36' Willi Orbán | Rode Sterstadion, Belgrado Toeschouwers: 6.924 Scheidsrechter: Juan Martínez Munuera (ESP) Video-assistent: Guillermo Cuadra Fernández (ESP) |

|                                                                           |                   |       |                    | |
| 10 september Vriendschappelijk № 982 «onderlinge duels» 18:00 uur (UTC+2) | Hongarije         | 1 – 1 | Tsjechië           | Puskás Aréna, Boedapest Toeschouwers: 55.000 Scheidsrechter: Igor Pajač (CRO) Video-assistent: Ante Culjak (CRO) |
| 10 september Vriendschappelijk № 982 «onderlinge duels» 18:00 uur (UTC+2) | Roland Sallai 52' |       | 63' Václav Jurečka | Puskás Aréna, Boedapest Toeschouwers: 55.000 Scheidsrechter: Igor Pajač (CRO) Video-assistent: Ante Culjak (CRO) |

|                                                                               |                                      |       |                        | |
| 14 oktober EK-kwalificatie Groep G № 983 «onderlinge duels» 20:45 uur (UTC+2) | Hongarije                            | 2 – 1 | Servië                 | Puskás Aréna, Boedapest Toeschouwers: 58.215 Scheidsrechter: François Letexier (FRA) Video-assistent: Jérôme Brisard (FRA) |
| 14 oktober EK-kwalificatie Groep G № 983 «onderlinge duels» 20:45 uur (UTC+2) | Barnabás Varga 21' Roland Sallai 34' |       | 33' Strahinja Pavlović | Puskás Aréna, Boedapest Toeschouwers: 58.215 Scheidsrechter: François Letexier (FRA) Video-assistent: Jérôme Brisard (FRA) |

|                                                                               |                                     |       |                                                  | |
| 17 oktober EK-kwalificatie Groep G № 984 «onderlinge duels» 21:45 uur (UTC+3) | Litouwen                            | 2 – 2 | Hongarije                                        | S. Dariaus- en S. Girėnostadion, Kaunas Toeschouwers: 5.349 Scheidsrechter: Juxhin Xhaja (ALB) Video-assistent: Luca Pairetto (ITA) |
| 17 oktober EK-kwalificatie Groep G № 984 «onderlinge duels» 21:45 uur (UTC+3) | Fiodor Černych 20' Pijus Širvys 36' |       | 67' (pen.) Dominik Szoboszlai 82' Barnabás Varga | S. Dariaus- en S. Girėnostadion, Kaunas Toeschouwers: 5.349 Scheidsrechter: Juxhin Xhaja (ALB) Video-assistent: Luca Pairetto (ITA) |

|                                                                                |                                          |       |                                           | |
| 16 november EK-kwalificatie Groep G № 985 «onderlinge duels» 19:00 uur (UTC+2) | Bulgarije                                | 2 – 2 | Hongarije                                 | Vasil Levski Nationaal Stadion, Sofia Toeschouwers: 230 Scheidsrechter: Daniel Stefański (POL) Video-assistent: Piotr Lasyk (POL) |
| 16 november EK-kwalificatie Groep G № 985 «onderlinge duels» 19:00 uur (UTC+2) | Spas Delev 24' Kiril Despodov 79' (pen.) |       | 10' Martin Ádám 90+7' (e.d.) Aleks Petkov | Vasil Levski Nationaal Stadion, Sofia Toeschouwers: 230 Scheidsrechter: Daniel Stefański (POL) Video-assistent: Piotr Lasyk (POL) |

|                                                                                |                                                               |       |                      | |
| 19 november EK-kwalificatie Groep G № 986 «onderlinge duels» 15:00 uur (UTC+1) | Hongarije                                                     | 3 – 1 | Montenegro           | Puskás Aréna, Boedapest Toeschouwers: 59.600 Scheidsrechter: Danny Makkelie (NED) Video-assistent: Clay Ruperti (NED) |
| 19 november EK-kwalificatie Groep G № 986 «onderlinge duels» 15:00 uur (UTC+1) | Dominik Szoboszlai 66' Dominik Szoboszlai 68' Ádám Nagy 90+3' |       | 36' Slobodan Rubežić | Puskás Aréna, Boedapest Toeschouwers: 59.600 Scheidsrechter: Danny Makkelie (NED) Video-assistent: Clay Ruperti (NED) |

### 2024
|                                                                       |                               |       |         | |
| 22 maart Vriendschappelijk № 987 «onderlinge duels» 20:45 uur (UTC+1) | Hongarije                     | 1 – 0 | Turkije | Puskás Aréna, Boedapest Toeschouwers: 58.000 Scheidsrechter: Bartosz Frankowski (POL) Video-assistent: Piotr Lasyk (POL) |
| 22 maart Vriendschappelijk № 987 «onderlinge duels» 20:45 uur (UTC+1) | Dominik Szoboszlai 48' (pen.) |       |         | Puskás Aréna, Boedapest Toeschouwers: 58.000 Scheidsrechter: Bartosz Frankowski (POL) Video-assistent: Piotr Lasyk (POL) |

|                                                                       |                                       |       |        | |
| 26 maart Vriendschappelijk № 988 «onderlinge duels» 19:00 uur (UTC+1) | Hongarije                             | 2 – 0 | Kosovo | Puskás Aréna, Boedapest Toeschouwers: 56.000 Scheidsrechter: Ovidiu Haţegan (ROU) Video-assistent: Cătălin Popa (ROU) |
| 26 maart Vriendschappelijk № 988 «onderlinge duels» 19:00 uur (UTC+1) | Dominik Szoboszlai 58' Zsolt Nagy 86' |       |        | Puskás Aréna, Boedapest Toeschouwers: 56.000 Scheidsrechter: Ovidiu Haţegan (ROU) Video-assistent: Cătălin Popa (ROU) |

|                                                                     |                                  |       |               |                                                                              |
| 4 juni Vriendschappelijk № 989 «onderlinge duels» 19:45 uur (UTC+1) | Ierland                          | 2 – 1 | Hongarije     | Avivastadion, Dublin Toeschouwers: 29.424 Scheidsrechter: Luís Godinho (POR) |
| 4 juni Vriendschappelijk № 989 «onderlinge duels» 19:45 uur (UTC+1) | Adam Idah 36' Troy Parrott 90+2' |       | 40' Ádám Lang | Avivastadion, Dublin Toeschouwers: 29.424 Scheidsrechter: Luís Godinho (POR) |

|                                                                     |                                                         |       |        |                                                                                        |
| 8 juni Vriendschappelijk № 990 «onderlinge duels» 18:00 uur (UTC+2) | Hongarije                                               | 3 – 0 | Israël | Nagyerdei-stadion, Debrecen Toeschouwers: 19.900 Scheidsrechter: Cláudio Pereira (POR) |
| 8 juni Vriendschappelijk № 990 «onderlinge duels» 18:00 uur (UTC+2) | Roland Sallai 11' Barnabás Varga 19' Barnabás Varga 22' |       |        | Nagyerdei-stadion, Debrecen Toeschouwers: 19.900 Scheidsrechter: Cláudio Pereira (POR) |

| EK 2024 |
| ------- |

|                                                                         |                    |       |                                                         | |
| 15 juni EK-eindronde Groep A № 991 «onderlinge duels» 15:00 uur (UTC+2) | Hongarije          | 1 – 3 | Zwitserland                                             | RheinEnergieStadion, Keulen Toeschouwers: 41.676 Scheidsrechter: Slavko Vinčić (SVN) Video-assistent: Nejc Kajtazović (SVN) |
| 15 juni EK-eindronde Groep A № 991 «onderlinge duels» 15:00 uur (UTC+2) | Barnabás Varga 66' |       | 12' Kwadwo Duah 45' Michel Aebischer 90+3' Breel Embolo | RheinEnergieStadion, Keulen Toeschouwers: 41.676 Scheidsrechter: Slavko Vinčić (SVN) Video-assistent: Nejc Kajtazović (SVN) |

|                                                                         |                                      |       |           | |
| 19 juni EK-eindronde Groep A № 992 «onderlinge duels» 18:00 uur (UTC+2) | Duitsland                            | 2 – 0 | Hongarije | MHPArena, Stuttgart Toeschouwers: 54.000 Scheidsrechter: Danny Makkelie (NED) Video-assistent: Rob Dieperink (NED) |
| 19 juni EK-eindronde Groep A № 992 «onderlinge duels» 18:00 uur (UTC+2) | Jamal Musiala 22' İlkay Gündoğan 67' |       |           | MHPArena, Stuttgart Toeschouwers: 54.000 Scheidsrechter: Danny Makkelie (NED) Video-assistent: Rob Dieperink (NED) |

|                                                                         |           |                      |           | |
| 23 juni EK-eindronde Groep A № 993 «onderlinge duels» 21:00 uur (UTC+2) | Schotland | 0 – 1                | Hongarije | MHPArena, Stuttgart Toeschouwers: 54.000 Scheidsrechter: Facundo Tello (ARG) Video-assistent: Alejandro Hernández (ESP) |
| 23 juni EK-eindronde Groep A № 993 «onderlinge duels» 21:00 uur (UTC+2) |           | 90+10' Kevin Csoboth |           | MHPArena, Stuttgart Toeschouwers: 54.000 Scheidsrechter: Facundo Tello (ARG) Video-assistent: Alejandro Hernández (ESP) |

|  |  |  |  |  |  |  |  |  |

|                                                                                     | |       |           | |
| 7 september UEFA Nations League Groep A3 № 994 «onderlinge duels» 20:45 uur (UTC+2) | Duitsland                                                                                              | 5 – 0 | Hongarije | Merkur Spiel-Arena, Düsseldorf Toeschouwers: 49.235 Scheidsrechter: Clément Turpin (FRA) Video-assistent: Jérôme Brisard (FRA) |
| 7 september UEFA Nations League Groep A3 № 994 «onderlinge duels» 20:45 uur (UTC+2) | Niclas Füllkrug 27' Jamal Musiala 58' Florian Wirtz 66' Aleksandar Pavlović 77' Kai Havertz 81' (pen.) |       |           | Merkur Spiel-Arena, Düsseldorf Toeschouwers: 49.235 Scheidsrechter: Clément Turpin (FRA) Video-assistent: Jérôme Brisard (FRA) |

|                                                                                      |           |       |                       | |
| 10 september UEFA Nations League Groep A3 № 995 «onderlinge duels» 20:45 uur (UTC+2) | Hongarije | 0 – 0 | Bosnië en Herzegovina | Puskás Aréna, Boedapest Toeschouwers: 46.443 Scheidsrechter: Marco Guida (ITA) Video-assistent: Daniele Chiffi (ITA) |
| 10 september UEFA Nations League Groep A3 № 995 «onderlinge duels» 20:45 uur (UTC+2) |           |       |                       | Puskás Aréna, Boedapest Toeschouwers: 46.443 Scheidsrechter: Marco Guida (ITA) Video-assistent: Daniele Chiffi (ITA) |

|                                                                                    |                   |       |                     | |
| 11 oktober UEFA Nations League Groep A3 № 996 «onderlinge duels» 20:45 uur (UTC+2) | Hongarije         | 1 – 1 | Nederland           | Puskás Aréna, Boedapest Toeschouwers: 55.300 Scheidsrechter: Lukas Fähndrich (SUI) Video-assistent: Fedayi San (SUI) |
| 11 oktober UEFA Nations League Groep A3 № 996 «onderlinge duels» 20:45 uur (UTC+2) | Roland Sallai 32' |       | 83' Denzel Dumfries | Puskás Aréna, Boedapest Toeschouwers: 55.300 Scheidsrechter: Lukas Fähndrich (SUI) Video-assistent: Fedayi San (SUI) |

|                                                                                    |                       |                                                      |           | |
| 14 oktober UEFA Nations League Groep A3 № 997 «onderlinge duels» 20:45 uur (UTC+2) | Bosnië en Herzegovina | 0 – 2                                                | Hongarije | Bilino Polje, Zenica Toeschouwers: 8.329 Scheidsrechter: Anthony Taylor (ENG) Video-assistent: David Coote (ENG) |
| 14 oktober UEFA Nations League Groep A3 № 997 «onderlinge duels» 20:45 uur (UTC+2) |                       | 38' Dominik Szoboszlai 50' (pen.) Dominik Szoboszlai |           | Bilino Polje, Zenica Toeschouwers: 8.329 Scheidsrechter: Anthony Taylor (ENG) Video-assistent: David Coote (ENG) |

|                                                                                     |                                                                                            |       |           | |
| 16 november UEFA Nations League Groep A3 № 998 «onderlinge duels» 20:45 uur (UTC+1) | Nederland                                                                                  | 4 – 0 | Hongarije | Johan Cruijff ArenA, Amsterdam Toeschouwers: 51.611 Scheidsrechter: Jesús Gil Manzano (ESP) Video-assistent: Carlos del Cerro Grande (ESP) |
| 16 november UEFA Nations League Groep A3 № 998 «onderlinge duels» 20:45 uur (UTC+1) | Wout Weghorst 21' (pen.) Cody Gakpo 45+12' (pen.) Denzel Dumfries 64' Teun Koopmeiners 86' |       |           | Johan Cruijff ArenA, Amsterdam Toeschouwers: 51.611 Scheidsrechter: Jesús Gil Manzano (ESP) Video-assistent: Carlos del Cerro Grande (ESP) |

|                                                                                     |                                 |       |                  | |
| 19 november UEFA Nations League Groep A3 № 999 «onderlinge duels» 20:45 uur (UTC+1) | Hongarije                       | 1 – 1 | Duitsland        | Puskás Aréna, Boedapest Toeschouwers: 53.212 Scheidsrechter: Duje Strukan (CRO) Video-assistent: Daniele Chiffi (ITA) |
| 19 november UEFA Nations League Groep A3 № 999 «onderlinge duels» 20:45 uur (UTC+1) | Dominik Szoboszlai 90+9' (pen.) |       | 76' Felix Nmecha | Puskás Aréna, Boedapest Toeschouwers: 53.212 Scheidsrechter: Duje Strukan (CRO) Video-assistent: Daniele Chiffi (ITA) |

### 2025
|                                                                                    |                                                           |       |                    | |
| 20 maart UEFA Nations League Play-offs № 1000 «onderlinge duels» 20:00 uur (UTC+3) | Turkije                                                   | 3 – 1 | Hongarije          | Rams Park, Istanboel Toeschouwers: 38.500 Scheidsrechter: Ivan Kružliak (SVK) Video-assistent: Michal Očenáš (SVK) |
| 20 maart UEFA Nations League Play-offs № 1000 «onderlinge duels» 20:00 uur (UTC+3) | Orkun Kökçü 9' Kerem Aktürkoğlu 69' İrfan Can Kahveci 73' |       | 25' András Schäfer | Rams Park, Istanboel Toeschouwers: 38.500 Scheidsrechter: Ivan Kružliak (SVK) Video-assistent: Michal Očenáš (SVK) |

|                                                                                    |           |                                                                    |         | |
| 23 maart UEFA Nations League Play-offs № 1001 «onderlinge duels» 18:00 uur (UTC+1) | Hongarije | 0 – 3                                                              | Turkije | Puskás Aréna, Boedapest Toeschouwers: 57.861 Scheidsrechter: Felix Zwayer (GER) Video-assistent: Bastian Dankert (GER) |
| 23 maart UEFA Nations League Play-offs № 1001 «onderlinge duels» 18:00 uur (UTC+1) |           | 37' (pen.) Hakan Çalhanoğlu 39' Arda Güler 90' Abdülkerim Bardakcı |         | Puskás Aréna, Boedapest Toeschouwers: 57.861 Scheidsrechter: Felix Zwayer (GER) Video-assistent: Bastian Dankert (GER) |

|                                                                      |           |                                 |        | |
| 6 juni Vriendschappelijk № 1002 «onderlinge duels» 19:30 uur (UTC+2) | Hongarije | 0 – 2                           | Zweden | Puskás Aréna, Boedapest Toeschouwers: 55.000 Scheidsrechter: Atilla Karaoğlan (TUR) Video-assistent: Onur Özütoprak (TUR) |
| 6 juni Vriendschappelijk № 1002 «onderlinge duels» 19:30 uur (UTC+2) |           | 49' Erik Nygren 65' Yasin Ayari |        | Puskás Aréna, Boedapest Toeschouwers: 55.000 Scheidsrechter: Atilla Karaoğlan (TUR) Video-assistent: Onur Özütoprak (TUR) |

|                                                                       |              |   |           |                                                                |
| 10 juni Vriendschappelijk № 1003 «onderlinge duels» 20:00 uur (UTC+4) | Azerbeidzjan | – | Hongarije | Dalğa Arena, Bakoe Toeschouwers: n.n.b. Scheidsrechter: n.n.b. |
| 10 juni Vriendschappelijk № 1003 «onderlinge duels» 20:00 uur (UTC+4) |              |   |           | Dalğa Arena, Bakoe Toeschouwers: n.n.b. Scheidsrechter: n.n.b. |

|                                                                                 |         |   |           |                                                    |
| 6 september WK-kwalificatie Groep F № 1004 «onderlinge duels» 19:45 uur (UTC+1) | Ierland | – | Hongarije | n.n.b. Toeschouwers: n.n.b. Scheidsrechter: n.n.b. |
| 6 september WK-kwalificatie Groep F № 1004 «onderlinge duels» 19:45 uur (UTC+1) |         |   |           | n.n.b. Toeschouwers: n.n.b. Scheidsrechter: n.n.b. |

|                                                                                 |           |   |          |                                                    |
| 9 september WK-kwalificatie Groep F № 1005 «onderlinge duels» 20:45 uur (UTC+2) | Hongarije | – | Portugal | n.n.b. Toeschouwers: n.n.b. Scheidsrechter: n.n.b. |
| 9 september WK-kwalificatie Groep F № 1005 «onderlinge duels» 20:45 uur (UTC+2) |           |   |          | n.n.b. Toeschouwers: n.n.b. Scheidsrechter: n.n.b. |

|                                                                                |           |   |         |                                                    |
| 11 oktober WK-kwalificatie Groep F № 1006 «onderlinge duels» 18:00 uur (UTC+2) | Hongarije | – | Armenië | n.n.b. Toeschouwers: n.n.b. Scheidsrechter: n.n.b. |
| 11 oktober WK-kwalificatie Groep F № 1006 «onderlinge duels» 18:00 uur (UTC+2) |           |   |         | n.n.b. Toeschouwers: n.n.b. Scheidsrechter: n.n.b. |

|                                                                                |          |   |           |                                                    |
| 14 oktober WK-kwalificatie Groep F № 1007 «onderlinge duels» 19:45 uur (UTC+1) | Portugal | – | Hongarije | n.n.b. Toeschouwers: n.n.b. Scheidsrechter: n.n.b. |
| 14 oktober WK-kwalificatie Groep F № 1007 «onderlinge duels» 19:45 uur (UTC+1) |          |   |           | n.n.b. Toeschouwers: n.n.b. Scheidsrechter: n.n.b. |

|                                                                                 |         |   |           |                                                    |
| 13 november WK-kwalificatie Groep F № 1008 «onderlinge duels» 21:00 uur (UTC+4) | Armenië | – | Hongarije | n.n.b. Toeschouwers: n.n.b. Scheidsrechter: n.n.b. |
| 13 november WK-kwalificatie Groep F № 1008 «onderlinge duels» 21:00 uur (UTC+4) |         |   |           | n.n.b. Toeschouwers: n.n.b. Scheidsrechter: n.n.b. |

|                                                                                 |           |   |         |                                                    |
| 16 november WK-kwalificatie Groep F № 1009 «onderlinge duels» 15:00 uur (UTC+1) | Hongarije | – | Ierland | n.n.b. Toeschouwers: n.n.b. Scheidsrechter: n.n.b. |
| 16 november WK-kwalificatie Groep F № 1009 «onderlinge duels» 15:00 uur (UTC+1) |           |   |         | n.n.b. Toeschouwers: n.n.b. Scheidsrechter: n.n.b. |

MLSZ · A-internationals · Selecties · Bondscoaches · Hongaars vrouwenelftal · Olympisch elftal · Hongarije U21 · Hongarije U20 · Hongarije U19 · Hongarije U18 · Hongarije U17 · Hongarije U16
1902 – 1919 · 
1920 – 1929 · 
1930 – 1939 · 
1940 – 1949 · 
1950 – 1959 · 
1960 – 1969 · 
1970 – 1979 · 
1980 – 1989 · 
1990 – 1999 · 
2000 – 2009 · 
2010 – 2019 ·
2020 − 2029
EK's:
1964 · 
1972 · 
2016 ·
2020 ·
2024
WK's:
1934 · 
1938 · 
1954 · 
1958 · 
1962 · 
1966 · 
1978 · 
1982 · 
1986
OS:
1912 · 
1924 · 
1936 · 
1952 · 
1960 · 
1964 · 
1968 · 
1972 · 
1996
1902 · 
1903 · 
1904 · 
1905 · 
1906 · 
1907 · 
1908 · 
1909 · 
1910 · 
1911 · 
1912 · 
1913 · 
1914 · 
1915 · 
1916 · 
1917 · 
1918 · 
1919 · 
1920 · 
1921 · 
1922 · 
1923 · 
1924 · 
1925 · 
1926 · 
1927 · 
1928 · 
1929 · 
1930 · 
1931 · 
1932 · 
1933 · 
1934 · 
1935 · 
1936 · 
1937 · 
1938 · 
1939 · 
1940 · 
1941 · 
1942 · 
1943 · 
1944 · 
1945 · 
1946 · 
1947 · 
1948 · 
1949 · 
1950 · 
1952 · 
1952 · 
1953 · 
1954 · 
1955 · 
1956 · 
1957 · 
1958 · 
1959 · 
1960 · 
1961 · 
1962 · 
1963 · 
1964 · 
1965 · 
1966 · 
1967 · 
1968 · 
1969 · 
1970 · 
1971 · 
1972 · 
1973 · 
1974 · 
1975 · 
1976 · 
1977 · 
1978 · 
1979 · 
1980 · 
1981 · 
1982 · 
1983 · 
1984 · 
1985 · 
1986 · 
1987 · 
1988 · 
1989 · 
1990 · 
1991 · 
1992 · 
1993 · 
1994 · 
1995 · 
1996 · 
1997 · 
1998 · 
1999 · 
2000 · 
2001 · 
2002 · 
2003 · 
2004 · 
2005 · 
2006 · 
2007 · 
2008 · 
2009 · 
2010 · 
2011 · 
2012 · 
2013 · 
2014 · 
2015 ·
2016 ·
2017 ·
2018 ·
2019 ·
2020 ·
2021 ·
2022 ·
2023 ·
2024
Albanië ·
Algerije ·
Andorra · 
Antigua en Barbuda ·
Argentinië ·
Armenië ·
Australië ·
Azerbeidzjan ·
België ·
Bohemen ·
Bolivia ·
Bosnië en Herzegovina ·
Brazilië ·
Bulgarije ·
Canada ·
Chili ·
China ·
Colombia ·
Costa Rica ·
Cyprus ·
Denemarken ·
DDR ·
Duitsland ·
Egypte ·
El Salvador ·
Engeland ·
Estland ·
Faeröer ·
Finland ·
Frankrijk ·
Georgië ·
Griekenland ·
Ierland ·
IJsland ·
India ·
Iran ·
Israël ·
Italië ·
Ivoorkust ·
Japan ·
Joegoslavië ·
Jordanië ·
Kazachstan · 
Koeweit ·
Kosovo · 
Kroatië ·
Letland ·
Libanon ·
Liechtenstein ·
Litouwen ·
Luxemburg ·
Malta ·
Mexico ·
Moldavië ·
Montenegro ·
Nederland ·
Nederlands-Indië ·
Nieuw-Zeeland ·
Noord-Ierland ·
Noord-Macedonië ·
Noorwegen ·
Oekraïne ·
Oostenrijk ·
Paraguay ·
Peru ·
Polen ·
Portugal ·
Qatar ·
Roemenië ·
Rusland ·
San Marino ·
Saoedi-Arabië ·
Schotland ·
Servië ·
Slovenië ·
Slowakije ·
Sovjet-Unie ·
Spanje ·
Tsjechië ·
Tsjecho-Slowakije ·
Turkije ·
Uruguay ·
Verenigde Arabische Emiraten ·
Verenigde Staten ·
Verenigd Koninkrijk ·
Wales ·
Wit-Rusland ·
Zuid-Korea ·
Zweden ·
Zwitserland
Brazilië (1954) · 
Duitsland (2021) ·
Frankrijk (2021) · 
IJsland (2016) · 
Italië (1938) · 
Oostenrijk (2016) · 
Portugal (2021) · 
West-Duitsland (1954, 2)
CONMEBOL: Argentinië · Bolivia · Brazilië · Chili · Colombia · Ecuador · Paraguay · Peru · Uruguay · Venezuela

UEFA: Albanië · Andorra · Armenië · Azerbeidzjan · België · Bosnië en Herzegovina · Bulgarije · Cyprus · Denemarken · Duitsland · Engeland · Estland · Faeröer · Finland · Frankrijk · Georgië · Gibraltar · Griekenland · Hongarije · IJsland · Ierland · Israël · Italië · Kazachstan · Kosovo · Kroatië · Letland · Liechtenstein · Litouwen · Luxemburg · Malta · Moldavië · Montenegro · Nederland · Noord-Ierland · Noord-Macedonië · Noorwegen · Oekraïne · Oostenrijk · Polen · Portugal · Roemenië · Rusland · San Marino · Schotland · Servië · Slovenië · Slowakije · Spanje · Tsjechië · Turkije · Wales · Wit-Rusland · Zweden · Zwitserland

AFC: Australië · China · Irak · Iran · Japan · Libanon · Oezbekistan · Oman · Qatar · Saoedi-Arabië · Syrië · Verenigde Arabische Emiraten · Vietnam · Zuid-Korea

CAF: Algerije · Burkina Faso · Congo-Kinshasa · Egypte · Ghana · Ivoorkust · Kaapverdië · Kameroen · Mali · Marokko · Nigeria · Senegal · Tunesië · Zuid-Afrika

CONCACAF: Canada · Costa Rica · Curaçao · El Salvador · Honduras · Jamaica · Mexico · Panama · Suriname · Verenigde Staten

OFC: Nieuw-Zeeland